# Jermareo Davidson
 (novembre 2019).
Si vous disposez d'ouvrages ou d'articles de référence ou si vous connaissez des sites web de qualité traitant du thème abordé ici, merci de compléter l'article en donnant les références utiles à sa vérifiabilité et en les liant à la section « Notes et références ».
Pour les articles homonymes, voir Davidson.
Jermareo Davidson né le 15 novembre 1984 à Atlanta dans l'État de Géorgie, est un joueur américain de basket-ball.